# Salvacañete
Salvacañete település Spanyolországban, Cuenca tartományban. Salvacañete Algarra, Castielfabib, Albarracín, Vallanca, Alcalá de la Vega, Salinas del Manzano, Tejadillos, Zafrilla, Alobras és Veguillas de la Sierra községekkel határos. Lakosainak száma 288 fő (2024).

## Népesség
A település népessége az utóbbi években az alábbiak szerint változott:
| Lakosok száma | 336  | 335  | 318  | 324  | 325  | 318  | 313  | 303  | 287  | 288  |
|               | 2001 | 2004 | 2006 | 2009 | 2011 | 2014 | 2016 | 2019 | 2021 | 2024 |